# Omphalodes ripleyana
Omphalodes ripleyana är en strävbladig växtart som beskrevs av John Jefferson Davis. Omphalodes ripleyana ingår i släktet lammtungor, och familjen strävbladiga växter. Inga underarter finns listade i Catalogue of Life.